# Coelopacidia strigata
Coelopacidia strigata är en tvåvingeart som beskrevs av Mario Bezzi 1920. Coelopacidia strigata ingår i släktet Coelopacidia och familjen borrflugor. Inga underarter finns listade i Catalogue of Life.